# Placerville (California)
Placerville (/ˈplæsərvɪl/; precedentemente Old Dry Diggings, Dry Diggings e Hangtown) è una città statunitense, nonché capoluogo della contea di El Dorado, in California. La popolazione era di 10 747 al censimento del 2020, in leggera crescita rispetto ai 10 389 abitanti del censimento del 2010. Fa parte dell'area statistica metropolitana di Sacramento–Arden-Arcade–Roseville.

## Storia
Un antico insediamento Maidu chiamato Indak si trovava nel territorio della città.
Dopo la scoperta dell'oro al Sutter's Mill a Coloma, in California, da parte di James W. Marshall nel 1848, che scatenò la California Gold Rush, la piccola città ora conosciuta come Placerville era nota come Dry Diggin's, dal metodo con cui i minatori spostavano carichi di terra secca per far scorrere l'acqua e separare l'oro dal terreno.
Successivamente, nel 1849, la città guadagnò il suo nome storico più comune, Hangtown, a causa delle numerose impiccagioni che vi erano avvenute. Tuttavia, c'è dibattito su quante esecuzioni tramite linciaggio siano effettivamente avvenute in città. La città non aveva una forza di polizia (nel 1849) e cinque immigrati tentarono di rapinare un giocatore d'azzardo messicano. Dei cinque immigrati, due francesi e un cileno erano uomini ricercati, e non furono sottoposti a processo; furono invece impiccati a un albero di quercia su Main Street da una folla. Il nome "Hangtown" divenne famoso dopo quell'evento.
Intorno al 1850, la lega della temperanza e alcune chiese locali iniziarono a chiedere che fosse dato alla città un nome più amichevole. Il nome non fu cambiato fino al 1854, quando la città di Placerville divenne incorporata, prendendo il nome dai depositi locali (placer) di oro alluvionale. Al momento dell'incorporazione, Placerville era la terza città più grande della California. Nel 1857, la sede della contea fu trasferita da Coloma a Placerville, dove rimane tuttora. Nel 1850, aprì il primo ufficio postale della città. Nel 1871 fu aperto il Placerville Union Cemetery, che ospita le tombe di molti dei fondatori della città.
Placerville era un centro nevralgico per le operazioni minerarie della regione del Mother Lode. La città offriva molti servizi, tra cui trasporti (di persone e merci), alloggi, banche, e disponeva di un mercato e di un negozio generico. La storia dell'estrazione mineraria a roccia dura è testimoniata dal Gold Bug Park & Mine, un parco e miniera aperti al pubblico, ora un museo con visite guidate e libri.
La Sacramento and Placerville Railroad, (poi parte della Southern Pacific Railroad) aveva una diramazione che si estendeva da Folsom a Placerville. La ferrovia fu abbandonata negli anni 1980 ed è ora usata come ferrovia turistica. La Camino, Placerville and Lake Tahoe Railroad (ora abbandonata) gestiva anche una breve linea ferroviaria lunga 8-miglio (13-chilometro) che operava tra Camino e Placerville fino al 17 giugno 1986. Il percorso ferroviario è ora una pista ciclabile e pedonale di 37 miglia che collega la città di Folsom alla città di Camino, con piani di estendere il sentiero su tutta la contea di El Dorado e infine fino al Lago Tahoe.
Placerville è attualmente registrata come California Historical Landmark n. 701.
Il logo di Placerville raffigurava un cappio da impiccagione, in riferimento alla storia della città come "Hangtown", fino al 2021, quando il consiglio comunale votò per rimuoverlo. Una proposta precedente per ridisegnare il logo era invece stata respinta nel 2020.